# یواس‌اس ماسکوگی (پی‌اف-۴۹)
یواس‌اس ماسکوگی (پی‌اف-۴۹) (به انگلیسی: USS Muskogee (PF-49)) یک کشتی بود که طول آن ۳۰۳ فوت ۱۱ اینچ (۹۲٫۶۳ متر) بود. این کشتی در سال ۱۹۴۳ ساخته شد.